# Malta op het Eurovisiesongfestival 2022

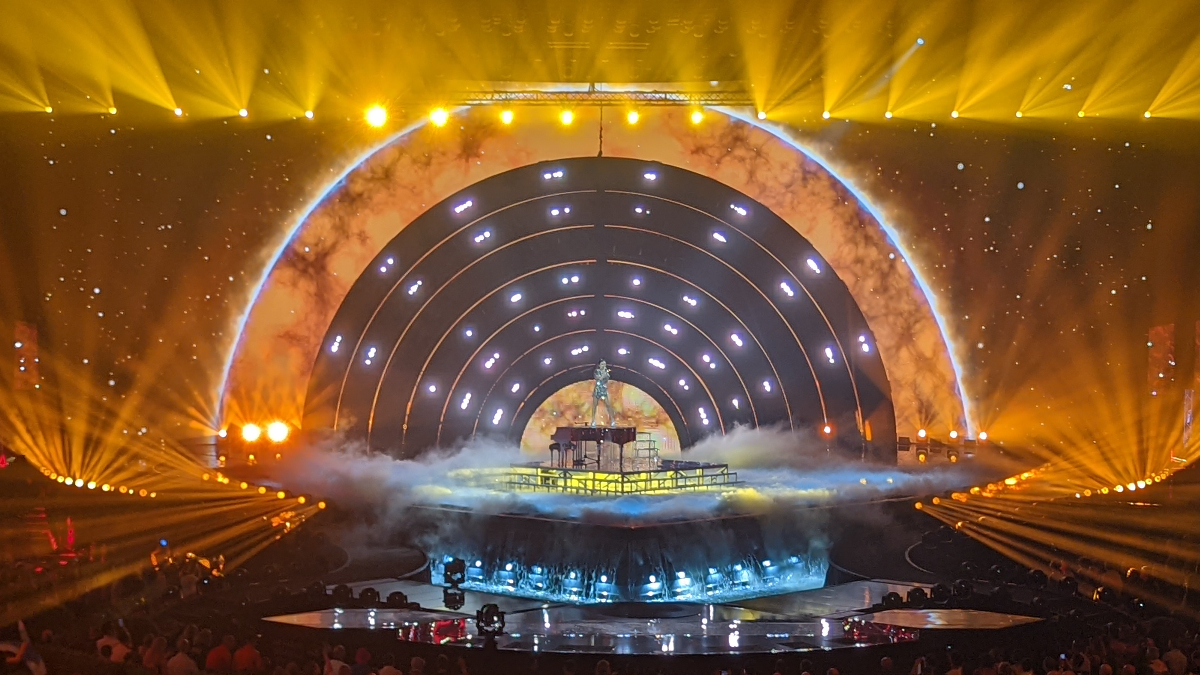
Emma Muscat tijdens de halve finale in Turijn.

Malta nam deel aan het Eurovisiesongfestival 2022 in Turijn, Italië. Het was de 34ste deelname van het land aan het Eurovisiesongfestival zijn. PBS was verantwoordelijk voor de Maltese bijdrage aan de editie van 2022.

## Selectieprocedure
Nadat de Maltese vertegenwoordiger in 2021 intern gekozen werd, besloot PBS dat voor de editie van 2022 opnieuw een nationele preselectie georganiseerd zou worden. Malta Eurovision Song Contest werd opnieuw gebruikt, nadat het van 2011 tot en met 2018 al als preselectie had gefungeerd. 
Op 17 februari 2022 vond de halve finale plaats. 22 nummers streden voor een plaats in de finale met 16 nummers. Een dag later werd er nog één wildcard uitgereikt aan Kaleidoscope van Jessika. Op 18 februari 2022 werd een speciale show gehouden ter gelegenheid van de vijftigste verjaardag van de eerste Maltese deelname aan het Eurovisiesongfestival. Daar zongen oud-deelnemers als Ira Losco en Chiara hun oude inzendingen. 
De finale vond op zaterdag 19 februari 2022 plaats, met zeventien finalisten. Alle shows werden gehouden in het Malta Fairs & Conventions Centre in Ta' Qali.
De winnaar van de nationale preselectie was Emma Muscat met het lied Out of Sight. Het lied werd echter op 14 maart 2022 vervangen door het nummer I am what I am. Dit gebeurde eerder al in 2016, toen Ira Losco's lied Chameleon werd vervangen door Walk on Water.

## Malta Eurovision Song Contest 2022
| Plaats | Artiest              | Lied                      | Jury | Publiek | Totaal |
| ------ | -------------------- | ------------------------- | ---- | ------- | ------ |
| 1      | Emma Muscat          | Out of sight              | 72   | 20      | 92     |
| 2      | Aidan                | Ritmu                     | 60   | 12      | 72     |
| 3      | Nicole Azzopardi     | Into the fire             | 31   | 5       | 36     |
| 4      | Norbert              | How special you are       | 30   | 4       | 34     |
| 5      | Denise               | Boy                       | 28   | 3       | 31     |
| 6      | Miriana Conte        | Look what you've done now | 27   | 1       | 28     |
| 7      | Matt Blxck           | Come around               | 15   | 3       | 18     |
| 8      | Nicole Hammett       | A lover's heart           | 15   | 1       | 16     |
| 9      | Enya Magri           | Shame                     | 12   | 3       | 15     |
| 10     | Richard Edwards      | Hey little                | 12   | 1       | 13     |
| 11     | Mark Anthony Bartolo | Serenity                  | 10   | 1       | 11     |
| 12     | Sarah Bonnici        | Heaven                    | 9    | 1       | 10     |
| 13     | Giada                | Revelación                | 7    | 1       | 8      |
| 13     | Raquel               | Over you                  | 8    | 0       | 8      |
| 14     | Baklava feat. Nicole | Electric indigo           | 6    | 1       | 7      |
| 14     | Janice Mangion       | Army                      | 6    | 1       | 7      |
| 15     | Jessika              | Kaleidoscope              | 0    | 1       | 1      |

## In Turijn
Emma Muscat trad op als zesde act in de tweede halve finale, op donderdag 12 mei 2022. Het land wist zich niet te plaatsen voor de grote finale. Het land werd uiteindelijk slechts 16de van de 18 deelnemers.